# Wiktor Kandinski
Wiktor Chrisanfowicz Kandinski (ros. Виктор Хрисанфович Кандинский, ur. 12 marca?/24 marca 1849 w Biankinie, zm. 3 lipca?/15 lipca 1889 w Sankt Petersburgu) – rosyjski lekarz psychiatra.

## Życiorys
Urodził się w małej syberyjskiej miejscowości Biankino nad rzeką Szyłką, w Okręgu Nerczyńskim Guberni Zabajkalskiej jako syn Chrisanta (Chrisanfa) Josafowicza Kandinskiego i Awgusty Appołonowny. Ojciec Wiktora był właścicielem Nerczinskich Fabryk i bratem dziadka Wassily Kandinsky’ego.
W 1861 wyjechał do Moskwy i pobierał nauki w 3 Moskiewskim Gimnazjum. W 1872 roku ukończył szkołę medyczną przy Uniwersytecie Moskiewskim. Od 1877 roku służył jako lekarz wojskowy podczas wojny rosyjsko-tureckiej. Jako lekarz okrętowy został wcielony do 2 Czarnomorskiej Floty i 6 stycznia zaokrętowany na okręcie Wielki Książę Konstanty. Gdy w nocy z 30 kwietnia na 1 maja odbyła się pierwsza potyczka z flotą turecką, u Kandinskiego pojawiły się gwałtownie nasilone objawy psychotyczne – usiłował popełnić samobójstwo skacząc do morza. Został odratowany i po zakończeniu rejsu w Sewastopolu 13 maja 1878 skreślony z listy członków załogi.
Później Kandinski sam postawił sobie samemu rozpoznanie „primäre Verrücktheit”, co odpowiadałoby dziś stanowi zbliżonemu do schizofrenii. Od 1881 roku ordynator szpitala św. Mikołaja Cudotwórcy w Sankt Petersburgu, kierowanym wówczas przez Ottona Czeczotta. W 1885 został wybrany na prymariusza w tym szpitalu, na miejsce Iwana Sikorskiego, powołanego na katedrę psychiatrii w Kijowie. 25 stycznia 1886 specjalna komisja z Janem Mierzejewskim na czele przyznała mu jednogłośnie nagrodę im. Filippowa za monografię O pseudohalucynacjach.
W 1889 roku Kandinski doświadczył zaostrzenia swojej choroby, pod wpływem omamów słuchowych popełnił samobójstwo przez przedawkowanie morfiny. Do ostatnich chwil życia zapisywał obserwacje swojego stanu psychicznego. Ostatnimi słowami w jego notatkach były: „Nie mogę dłużej pisać dlatego, że przestaję widzieć. Światła! Światła!”.
Był żonaty (od 1 września 1878) z Jelizawietą Karłowną z domu Frejmut, pielęgniarką, córką niemieckiego farmaceuty. Jelizawieta opiekowała się nim po pierwszej próbie samobójczej. Po śmierci męża z własnych środków sfinansowała wydanie jego dzieł przez Petersburskie Towarzystwo Psychiatryczne, w 1890 również odebrała sobie życie, przedawkowując opium.

## Dorobek naukowy
Między 1874 a 1876 rokiem opublikował 31 prac traktujących o różnych zagadnieniach związanych z medycyną, w tym trzy dotyczące psychiatrii. W 1885 roku opublikował pracę poświęconą pseudohalucynacjom, w której opisał te zaburzenia, w dużej mierze opierając się o swoje doświadczenia. Tłumaczył na rosyjski prace Krafta-Ebbinga, Kahlbauma, Charcota, Magnana, Meynerta i Wundta.
Jego nazwisko wiązane jest do dziś z nazwą zespołu Kandinskiego-Clérambaulta.
W 1882 roku Kandinski przedstawił własną klasyfikację schorzeń psychicznych, wyróżniającą 16 kategorii diagnostycznych:
1. Hallucinationes
2. Melancholia
3. Mania
4. Ideophrenia
5. Paraphrenia
6. Dementia primaria acuta
7. Dementia primaria chronica
8. Paralysis generalis progressiva
9. Psychoepilepsia
10. Psychohysteria
11. Psychosis periodica et psychosis circularis
12. Delirium tremens potatorum, Delirium acutum
13. Dementia secundaria
14. Imbecillitas
15. Idiotismus
16. Psychoses constitutionals cum degeneratione

## Lista prac
- Sostojanie zemskoj mediciny w 1873 g. Medicinskoie obozrienie 1, 1874
- O sżiganii trupow. Medicinskoie obozrienie, 1875
- Obzor rabot po boleznjam organow dychanija w 1874 g. Medicinskoe obozrenie 2, 1875
- Obzor rabot po boleznjam serdca w 1874 g. Medicinskoe obozrenie 3, 1875
- Nerwno-psichiczeskij kontagij i duszewnye epidemii. Priroda 2, 1876
- K uczeniju o galljucinacjach (К учению о галлюцинациях). Medicinskoie obozrienie 13, 816-824, 1880
- Механика душевной деятельности: Речь, произнес. в собр. естествоиспытателей в Висбадене и в Вен. антропол. о-ве проф. Теодором Мейнертом. Пер. Виктора Кандинского. Москва: тип. М.Н. Лаврова и К°, 1880
- Основания физиологической психологии. [Соч.] Вильгельма Вундта; Пер. и доп. по новейшим исслед. Виктор Кандинский. Москва : Н.А. Абрикосов, 1880
- Obszczeponjatye psichołogiczeskie etjudy (oczerk istorii wozzrenij na duszu czełowieka i żiwotnych) (Общепонятные психологические этюды. Виктора Кандинского. I. Очерк прежних и современных воззрений на психическую жизнь человека и животных. II. Нервно-психический контагий и душевные эпидемии). Москва : А. Ланг, 1881
- Zur Lehre von den Hallucinationen. „Archiv für Psychiatrie und Nervenkrankheiten”. 11 (2), s. 453–464, 1881. DOI: 10.1007/BF02054811.
- Sowremennij monizm (Современный монизм. Попул.-филос. этюд). Харьков: В.А. Сыхра, 1882
- Kritische und klinische Betrachtungen im Gebiete der Sinnestäuschungen. Centralblatt für Nervenheilkunde und Psychiatrie 7, 481-485, 1884
- Kliniczeskie i prakticzeskie izyskanija w obłasti obmanow czuwstw (Клинические и критические изыскания в области чувств). Medicinskoie obozrienie 23, 3, 231-235, 1885
- Kritische und klinische Betrachtungen im Gebiete der Sinnestäuschungen. Erste und zweite Studie. Berlin: Friedländer und Sohn, 1885 (170 ss.)
- O psewdogalljucinacijach (О псевдогаллюцинациях). S.-Petersburg: izd. E. K. Kandinskoj, 1890
  - O pseudohalucynacjach. Z języka rosyjskiego tłumaczyła dr Lidia Uszkiewicz. Warszawa: Państwowy Zakład Wydawnictw Lekarskich, 1956
- K woprosu o newmenjaemosti (К вопросу о невменяемости). Moskwa: izd. E. K. Kandinskoj, 1890